# 擬珊瑚蛇屬
擬珊瑚蛇屬（學名：Micruroides）是蛇亞目眼鏡蛇科下的一個單型有毒蛇屬，是珊瑚蛇的一種，目前有3個亞種已被確認。

## 物種
- 索諾拉珊瑚蛇（Micruroides euryxanthus）：主要分布於美國阿利桑那州至墨西哥錫那羅亞州。

- Micruroides euryxanthus australis（Zweifel & Norris, 1955）
- Micruroides euryxanthus euryxanthus（Kennicott, 1860
- Micruroides euryxanthus neglectus（Roze, 1967）

## 外部連結
- （英文）TIGR爬蟲類資料庫：擬珊瑚蛇屬